# Gerbillus bottai
Gerbillus bottai är en däggdjursart som beskrevs av Fernand Lataste 1882. Gerbillus bottai ingår i släktet Gerbillus och familjen råttdjur. IUCN kategoriserar arten globalt som otillräckligt studerad. Inga underarter finns listade i Catalogue of Life.
Arten listas ibland i släktet Dipodillus.
Gerbillus bottai är med en kroppslängd (huvud och bål) av 83 till 92 mm, en svanslängd av 101 till 110 mm och en vikt av 19 till 26 g en liten ökenråtta. Den har cirka 20 mm långa bakfötter och ungefär 10 mm stora öron. Ovansidan är täckt av sandbrun päls med en mörkare längsgående linje på ryggens topp på grund av svarta hårspetsar. Pälsen blir mer orangebrun fram mot kroppssidorna och undersidan är vit. Huvudet kännetecknas av vita fläckar framför varje öga samt bakom varje öra. Dessutom har de orangebruna öronen en svart spets. Vid fötternas sulor finns hår. Svansen är uppdelad i en mörk ovansida och en lite ljusare undersida. Tofsen vid svansens slut är otydlig.
Arten är bara känd från en mindre region i östra Sudan. Kanske förekommer den även i angränsande områden av Kenya. Gerbillus bottai lever där i torra ökenliknande landskap. Den besöker även odlingsmark.